# Children of the Ghetto
Children of the Ghetto è un film muto del 1915 diretto da Frank Powell. Prodotto dalla Box Office Attractions Company, aveva come interpreti Wilton Lackaye, Ruby Hoffman, Ethel Kauffman, Frank Andrews, Luis Alberni.
Il soggetto è tratto dal romanzo The Children of the Ghetto: A Study of a Peculiar People (1892) e dal lavoro teatrale Children of the Ghetto (1899) di Israel Zangwill. Il dramma era stato portato sulle scene di Broadway il 16 ottobre 1899, interpretato nella parte di Hannah da Blanche Bates e, in quella di Reb Shemuel, da Wilton Lackaye, ruolo che l'attore riprese anche nel film.

## Produzione
Il film fu prodotto dalla Box Office Attractions Company.

## Distribuzione
Il copyright del film, richiesto da William Fox, fu registrato l8 febbraio 1915 con il numero LP5180.

Distribuito dalla Box Office Attractions Company e dalla Fox Film Corporation, il film - presentato da William Fox - uscì nelle sale cinematografiche statunitensi il 20 febbraio 1915.
Non si conoscono copie ancora esistenti della pellicola che viene considerata presumibilmente perduta.